# 末広まきこ
末広 まきこ（すえひろ まきこ、本名：末廣 眞樹子、1944年〈昭和19年〉10月3日 - ）は、タレント、元ラジオ パーソナリティ、元参議院議員（1期）、実業家。末広 真季子、末広 真樹子とも。

## 来歴
大阪府大阪市出身。父は画家の末広元信。大阪教育大学附属高等学校池田校舎、同志社大学文学部英文学科卒業。「セクシーボイスコンテスト」で優勝後、ラジオ パーソナリティ、コメンテーターとして、主に関西や名古屋ローカルで活躍。
若手時代は「オマキ」の愛称で親しまれた。
1967年（昭和42年）、『仮面の忍者赤影』（関西テレビ、東映京都）で、くノ一「人むかでの矢尻」役で出演したのが映像作品デビュー。これは、末広のラジオ番組を撮影現場で聞いていた「赤影」役の坂口祐三郎やスタッフが、末広のプロフィール紹介に興味を持ち、出演依頼してのものだった。現場に現れた末広の脚が綺麗だったので脚を見せようということになり、スタッフが網タイツにミニのくノ一衣装を用意。末広も面白がって演じたという。
これを皮切りに、『ワイドサタデー』（朝日放送）、『花の新婚!カンピューター作戦』（関西テレビ）、『それゆけ!』（MBSラジオ）、『あなたの土曜日 真季子とともに』（東海ラジオ）など、数々のテレビ番組、ラジオ番組に出演。女優としても『おはようさん』、『心はいつもラムネ色』、『純ちゃんの応援歌』などのNHK大阪放送局の連続テレビ小説にたびたび出演する。
1986年に、天むすメーカーの天むす・すえひろを設立。地元である大阪から近畿・関東へ店舗展開している。
1993年に結婚。
2014年、秋の叙勲で旭日中綬章を受章。
画家として多数の受賞歴があり、近年では、2017年よりシャンソン歌手としての活動も行っている（公式ホームページによるプロフィールより）。

### 画家としての画歴
- 1967年　伊丹市展初入選[7]
- 二元会展　初入選（1973年）、入選（1974年・1975年）[7]
- 二紀展　初入選（1976年）、入選（1977年）[7]
- 二科展　初入選（1979年）、1980年以降10年連続入選[7]
- 政経文化画人展受賞（1976年 - 1981年）、芸術議員連盟会長賞（1982年）、清原賞（1983年）[7]
- 第20回BESETO美術祭院長賞受賞[8]
- 日本美術家連盟会員[8]

### 参議院議員として
1994年、第16回参議院議員選挙で当選した新間正次が経歴詐称事件による当選無効となったため、補欠選挙が実施されることになり、末広は生活者密着を売りに立候補を表明。これに伴い、パーソナリティを務めていた『あなたの土曜日 真季子とともに』は終了した。補欠選挙では都築譲に敗れて落選。この直後から末広は愛知万博に対し、反対を明言する。
1995年7月の第17回参議院議員選挙愛知県選挙区で、“無党派”と“「海上の森（かいしょのもり）」の自然を破壊する愛知万博反対”を掲げて再度立候補し、得票数3位で初当選する。
しかし、1993年に行われた第40回衆議院議員総選挙で野党に転落した後、自社さ連立政権という形で再び与党となっていた自由民主党が、議席増大を狙い無所属議員の取り込みを展開する。無所属であった末広も誘いを受け、1997年末に前言を翻す形で愛知万博を推進する立場である自民党に入党する。記者会見で末広は「私には後援会という組織はない。全部、私一人が36万票いただいたわけですから。どこへ持っていくかは私が決めること」「自分の力で環境保護の万博に出来るなら、むしろ推進すべき」と述べた。
これに対し、元支援者や万博反対派は「公約違反の末広まきこを辞めさせる会」を結成し、辞職を求めて署名活動を行った（元支援者の誰一人として、自民党への入党は事前に相談されなかったという）。選挙当時の後援会長らは1998年6月に「公約違反の変節で、精神的苦痛を受けた」として名古屋地裁に提訴したが、2000年8月に棄却されている（2001年1月、名古屋高裁で控訴棄却）。「海上の森」には万博反対派によって買い取られた木があり、末広もその一本を買い自分の名札を付けた。末広は自民党に入党すると取り外したが、これがかえって注目を集めてしまい、「末広まき子が名札をはずした木」と書かれることになった。なお、末広は「海上の森での万博に反対したのであって、公約違反はしていない」と後々まで反論、さらには「公約通り自然との共生を実現しました」「海上の森も残しました」と、万博会場の変更に自らが尽力したともとれるコメントを残している。万博のメイン会場が「海上の森」から愛知青少年公園（現：愛・地球博記念公園）に変更されたのは、末広の自民党入党より2年以上後の2000年9月であるが、その決定に末広が積極的に働きかけた形跡は見ることはできない。
入党後は参院の実力者・村上正邦が初代会長を務めた派閥・志帥会に所属したが、2001年5月に当時人気のあった党総裁・小泉純一郎（首相）が参院選候補者の派閥離脱を打ち出すと真っ先に呼応して同会を離脱し、「無派閥」を強調。地元の反対などから比例区に転出した同年7月の参院選では、“田中眞紀子と同じ「まきこ」「浪速のまきこ」”と連呼したものの落選。

## 出演番組

### テレビ
- モーニングジャンボ（TBS）
- 結婚への扉（TBS）
- かんさい珍版・瓦版（毎日放送）
- 3・3が9イズ（朝日放送テレビ）
- ワイドサタデー（朝日放送）
- 花の新婚!カンピューター作戦（関西テレビ）
- エキサイティング競馬（関西テレビ）
- お昼のクイズ・バッチリ当てよう!（サンテレビ）
- あなたの2時（東海テレビ）
- おたぬきさん（名古屋テレビ）

### ラジオ
- イカリ電話リクエスト（ラジオ関西）
- ABCヤングリクエスト（朝日放送ラジオ）
- 東芝ワイドワイドサンデー〜あなたとつくる365分〜（朝日放送ラジオ）
- ポップ対歌謡曲（朝日放送ラジオ）
- 歌謡曲ぶっつけ本番（朝日放送ラジオ）
- それゆけ!（MBSラジオ）
- ミュージックジェット（ラジオ大阪）
- 東海ハイウェイ（東海ラジオ）
- あなたの土曜日 真季子とともに（東海ラジオ）[2]
- 二人で10分（FM大阪）[2]

### テレビドラマ
- 仮面の忍者 赤影（1967年、関西テレビ） - 人むかでの矢尻 役
- 帽子とひまわり（1974年、NHK総合） - 木村順子 役
- 銀河テレビ小説（NHK総合）
  - おおさか・三月・三年（1974年）
  - 女の日時計（1981年） - 珠子 役
- 斬り抜ける（1975年、朝日放送） - たね 役
- 連続テレビ小説 おはようさん（1975年、NHK総合）
- いごこち満点（1976年、TBS）- 広山法子 役

### 映画
- 花いちもんめ（1985年） - 児島洋子 役

## 著書
- 『女・ひとり・七色気分 : 酔ってちょうだい』エフエー出版、1985年11月13日。
- 『明日あなたを見つけたい : そして、ビタミン・アイについて語りましょ!』三五館、1995年3月10日。